# یواس‌اس کرچمر (دی‌یی-۳۲۹)
یواس‌اس کرچمر (دی‌یی-۳۲۹) (به انگلیسی: USS Kretchmer (DE-329)) یک کشتی بود که طول آن ۳۰۶ فوت (۹۳ متر) بود. این کشتی در سال ۱۹۴۳ ساخته شد.